# 大克爾恩湖
53°14′53″N 13°15′27″E / 53.24806°N 13.25750°E
大克爾恩湖（德語：Großer Köllnsee），是德國的湖泊，位於該國西南部，由勃蘭登堡州負責管轄，處於烏克馬克縣的雷措境內，長0.4公里、寬0.2公里，海拔高度61米。